# Greenbelt (Metro de Washington)
Greenbelt es una estación de la línea Verde del Metro de Washington, administrada por la Autoridad de Tránsito del Área Metropolitana de Washington. La estación se encuentra localizada en cerca en Cherrywood Lane y Capital Beltway Greenbelt en el condado de Prince George en Maryland.

## Conexiones de autobuses
- WMATA Metrobus
- Connect-a-Ride
- TheBus

## Servicio de MARC
Los trenes de Cercanías del Área de Maryland, en la línea Camden, se detiene en esta estación en un set de vías que están paralelas a las vías del Metro.